# Memorial Domingo Bárcenas 2018
El Memorial Domingo Bárcenas 2018 es la 43.ª edición del torneo de selecciones amistoso más prestigioso de España. En esta ocasión sirvió de preparación para el Campeonato Europeo de Balonmano Masculino de 2018.
Se disputó del 5 de enero de 2018 al 7 de enero de 2018 en Vigo y Pontevedra.

## Presentación
El 3 de septiembre de 2017 se conocieron las tres selecciones que disputaron el torneo, además de la Selección de balonmano de España.
En esta edición, la Selección de balonmano de Polonia y la Selección de balonmano de Argentina repetirán participación tras disputar el Memorial Domingo Bárcenas 2017, mientras que la cuarta selección es la Selección de balonmano de Bielorrusia.
Tanto a los bielorrusos como a la selección española este torneo les servirá de preparación para el Campeonato Europeo de Balonmano Masculino de 2018, torneo para el que no se clasificó la selección polaca.
El 28 de diciembre de 2017 el torneo se presentó de forma oficial en el Pazo provincial de Pontevedra y contó con la presencia de la presidenta de la provincia de Pontevedra, el alcalde de Pontevedra, la secretaria general de deporte de Galicia, el presidente de la Real Federación Española de Balonmano y el presidente de la federación gallega de balonmano. En la presentación se destacó la importancia de un torneo de balonmano de este nivel en Galicia.
Rodrigo Corrales fue una de las atracciones del torneo. El gallego de Cangas de Morrazo, fichado por el Paris Saint-Germain en el verano de 2017, disputó el torneo en su comunidad y fue convocado para el Campeonato Europeo de Balonmano Masculino de 2018.

## Selecciones participantes
- Selección de balonmano de España
- Selección de balonmano de Polonia
- Selección de balonmano de Argentina
- Selección de balonmano de Bielorrusia

## Partidos

### 5 de enero
- Argentina 29-24  Polonia[4]
- España 35-30  Bielorrusia[5]

### 6 de enero
- Polonia 28-27  Bielorrusia[6]
- España 31-28  Argentina[7]

### 7 de enero
- Bielorrusia 29-22  Argentina[8]
- España 37-22  Polonia[9]